# Сивка Тарас Юрійович
Тарас Юрійович Сивка (нар. 30 вересня 1991, Лужани, Чернівецька область, Україна) — український футболіст, півзахисник. Екс-капітан чернівецької «Буковини».

## Життєпис

### Клубна кар'єра
Вихованець футбольної школи «Буковини» (Чернівці). Упродовж 2003—2008 років виступав у ДЮФЛ за чернівецьку «Буковину». Упродовж 2009—2012 років виступав за аматорські команди «Лужани», «Карпати» (Коломия), «Гуцульщина» (Косів).
Розпочав професіональну футбольну кар'єру у 2013 році в Тернополі в однойменному місцевому клубі. У 2014 році підписав контракт із рідною чернівецькою «Буковиною». За два з половиною роки які Тарас провів у складі «Буковини» він встиг провести більше 60 офіційних матчів (64 матчі в чемпіонаті та 4 матчі в кубку України) та стати одним із лідерів чернівецького клубу. У матчі 6-го туру першої ліги України сезону 2016/17 проти стрийської «Скали» Тарас записав на свій рахунок особливе особисте досягнення, а саме: відзначився трьома гольовими передачами.
У січні 2017 року підписав із клубом «Колос» (Ковалівка) дворічний контракт, який мав набрати чинності 1 липня того ж року. Проте наприкінці лютого за обопільною згодою сторін припинив співпрацю з чернівецькою командою і приєднався до складу «ковалівців» значно раніше ніж було домовлено. В той же час Тарас разом із командою провів ряд міжнародних товариських матчів, де суперниками були такі клуби як: «БАТЕ» (Борисов) (чемпіон Білорусі), «Алай» (Ош) (чемпіон Киргизстана), «Окжетпес» (Кокшетау).
Проте вже у червні того ж року за сімейними обставинами (у Чернівцях, Тараса очікувало поповнення в сім'ї) був змушений залишити ковалівську команду, відігравши при цьому 11 матчів, чим допоміг команді зайняти 5 місце в Першій лізі. У липні того ж року повернувся до складу рідної «Буковини», де його обрали капітаном команди. У тому ж місяці Сивка оформив свій перший дубль у професіональній кар'єрі. В складі «жовто-чорних» теж записав до свого активу міжнародний товариський матч, а саме в лютому місяці 2018 року протистояв одній із самих титулованих молдавських команд «Зімбру» (Кишинів).
На початку березня 2018 року припинив співпрацю з чернівецьким клубом та став гравцем аматорського клубу «Покуття» (Коломия), який брав участь в чемпіонаті України серед аматорів. В літнє міжсезоння був на перегляді в першоліговій команді «Агробізнес», проте справа до контракту не дійшла і Тарас продовжив виступи за коломийський клуб. На початку січня 2019 року підписав контракт з друголіговим клуб «Калуш». Трудові відносини були розраховані до кінця сезону 2019/20, проте Тарас залишив команду вже після першого півріччя.
Перед початком нового сезону втретє у своїй кар'єрі підписав контракт із рідною командою, а 4 серпня 2019 року провів 100 офіційний матч у своїй професіональній кар'єрі. На початку лютого 2020 року залишив склад рідного клубу та разом із родиною вирушив у Чикаго (США). Проте вже в серпні капітан чернівецької команди знову повернувся в розташування клубу. 3 жовтня 2020 року Тарас провів 100-й офіційний матч у «футболці» чернівецької «Буковини». У липні 2021 року продовжив контракт із рідною командою, проте в 2022 році з початком повномасштабного вторгнення росії в Україну припинив співпрацю з клубом та знову разом із сім'єю вирушив до США.

#### Цікаві факти
- Включений у збірну 6-го та 26-го туру Першої ліги 2016/17 за версією Sportarena.com – позиція правий півзахисник[17][18].
- Включений у збірну 1-го туру Другої ліги 2017/18 за версією Sportarena.com – позиція лівий півзахисник[19].
- Включений у збірну 1-го півріччя сезону ААФУ 2018/19 за версією Sportarena.com – позиція правий півзахисник №1[20].
- Включений у збірну 20-го туру Другої ліги 2018/19 за версією Sportarena.com – позиція правий півзахисник[21].
- Включений у збірну 17-го туру Другої ліги 2019/20 за версією Sportarena.com – позиція правий півзахисник[22].
- Включений у збірну 19-го та 20-го туру Другої ліги 2019/20 за версією Sportarena.com – позиція лівий захисник[23][24].
- Кращий гравець 20-го туру Другої ліги 2019/20 за версією ПФЛ спільно із Sportarena.com[25].
- Включений у збірну 10-го та 15-го туру Другої ліги 2021/22 за версією Sportarena.com – позиція лівий захисник[26][27].
- Включений у збірну 1-го півріччя сезону Другої ліги 2021/22 за версією Sportarena.com – позиція лівий захисник №2[28].

### Сім'я
Одружений. Дружина — Христина, син — Богдан.

## Досягнення
Професіональний рівень
- Бронзовий призер Другої ліги України: 2013/14

Аматорський рівень
- Чемпіон України: 2012.
- Чемпіон Івано-Франківської області: 2013.
- Володар Кубка Чернівецької області: 2009.
- Володар Кубка Івано-Франківської області (2): 2012, 2018.

## Статистика виступів
Станом на 31 грудня 2022 року
| Професіональні змагання України | Професіональні змагання України | Професіональні змагання України | Професіональні змагання України | Професіональні змагання України | Професіональні змагання України |       |       |
| Період                          | Клуб                            | Матчі (голи)                    | Матчі (голи)                    | Матчі (голи)                    | Матчі (голи)                    |       |       |
| Період                          | Клуб                            | Чемпіонат                       | Чемпіонат                       | Кубок                           | Всього                          |       |       |
| Період                          | Клуб                            | 1 ліга                          | 2 ліга                          | Кубок                           | Всього                          |       |       |
| ------------------------------- | ------------------------------- | ------------------------------- | ------------------------------- | ------------------------------- | ------------------------------- | ----- | ----- |
| 2013                            | Тернопіль                       | —                               | 3 (0)                           | Кубок                           | Всього                          | 1 (0) | 4 (0) |
| 2014—2017                       | Буковина (Чернівці)             | 41 (2)                          | 23 (1)                          | 4 (0)                           | 68 (3)                          |       |       |
| 2017                            | Колос (Ковалівка)               | 11 (0)                          | —                               | —                               | 11 (0)                          |       |       |
| 2017—2018                       | Буковина (Чернівці)             | —                               | 8 (4)                           | 1 (0)                           | 9 (4)                           |       |       |
| 2019                            | Калуш                           | —                               | 6 (1)                           | —                               | 6 (1)                           |       |       |
| 2019—2021                       | Буковина (Чернівці)             | —                               | 42 (7)                          | 5 (0)                           | 47 (7)                          |       |       |
| 2013—2021                       | Всього за кар'єру               | 52 (2)                          | 82 (13)                         | 11 (0)                          | 145 (15)                        |       |       |

| Аматорські змагання України | Аматорські змагання України | Аматорські змагання України | Аматорські змагання України | Аматорські змагання України |       |        |       |   |       |
| Період                      | Клуб                        | Матчі (голи)                | Матчі (голи)                | Матчі (голи)                |       |        |       |   |       |
| Період                      | Клуб                        | Чемпіонат                   | Кубок                       | Всього                      |       |        |       |   |       |
| --------------------------- | --------------------------- | --------------------------- | --------------------------- | --------------------------- | ----- | ------ | ----- | - | ----- |
| Період                      | Клуб                        | Чемпіонат                   | Кубок                       | Всього                      | 2009  | Лужани | 4 (0) | — | 4 (0) |
| 2012                        | Карпати (Коломия)           | Чемпіонат                   | Кубок                       | Всього                      | 4 (1) | —      | 4 (1) |   |       |
| 2018—2019                   | Покуття (Коломия)           | 16 (11)                     | 2 (2)                       | 18 (13)                     |       |        |       |   |       |
| 2009—2019                   | Всього за кар'єру           | 24 (12)                     | 2 (2)                       | 26 (14)                     |       |        |       |   |       |